# Gus (Fluss)
Die Gus (russisch Гусь) ist ein 147 km langer linker Nebenfluss der Oka im europäischen Teil Russlands.

## Verlauf
Die Gus entspringt im Süden der Oblast Wladimir etwa 20 km südsüdöstlich der Stadt Wladimir. Von dort fließt sie in Richtung Süden und erreicht nach etwa 15 km die Stadt Gus-Chrustalny.
Weiterhin in südlicher Richtung durchfließt der Fluss anschließend die dicht bewaldete und versumpfte Meschtschora-Tiefebene.
Kurz vor der Einmündung von Tikor und Dandur erreicht er die Grenze zur Oblast Rjasan. Hier wendet er sich in Richtung Südosten, ehe er bei Gus-Schelesny in die Oka mündet.

## Etymologie
Der Name "Gus" entspricht dem russischen Wort für „Gans“. Diese volksetymologische Erklärung der Wortbedeutung spiegelt sich beispielsweise im Wappen der am Fluss gelegenen Stadt Gus-Chrustalny wider, in dem eine stilisierte Gans dargestellt ist. Vermutlich ist die Bezeichnung jedoch vom finno-ugrischen Wort "kuusi" für „Fichte“ abgeleitet; die durchflossene Meschtschora-Tiefebene, in der diese und andere Nadelbäume weit verbreitet sind, war in historischer Zeit von einem von den Russen gleichfalls Meschtschora genannten finno-ugrischen Stamm bewohnt.